# Căzănești (Râmnicu Vâlcea), Vâlcea

Căzănești este o localitate componentă a municipiului Râmnicu Vâlcea din județul Vâlcea, Oltenia, România.
 Acest articol despre o localitate din județul Vâlcea este deocamdată un ciot. Puteți ajuta Wikipedia prin completarea lui.

1. ↑  , GeoNames[*] Lipsește sau este vid: |title= (ajutor)